# Lâm Hạ (thành phố cấp huyện)
Lâm Hạ (giản thể: 临夏; phồn thể: 臨夏; bính âm: Línxià, Tiểu nhi kinh: لٍِ‌ثِيَا شِ) là một thành phố cấp huyện thuộc châu tự trị dân tộc Hồi Lâm Hạ, tỉnh Cam Túc, Cộng hòa Nhân dân Trung Hoa. Thành phố này dân số 280.000 người. Thành phố này nằm ở thung lũng sông Đại Hạ. Lâm Hạ có cộng đồng dân số đa số là người theo Hồi giáo (người Hồi và người Đông Hương). Thành phố này là trung tâm chính của dòng Sufi Qadariyah Sufi. Từ lâu, đây là trung tâm cộng đồng Hồi giáo của Cam Túc, và thậm chí ngày nay đôi khi thành phố này còn được mệnh danh là "Mecca của Trung Quốc".